# Europawahl in den Niederlanden 1984
- GPA: 2
- PvdA: 9
- VVD: 5
- CDA: 8
- SGP/GPV/RPF: 1

Die Europawahl 1984 in den Niederlanden fand am 14. Juni 1984 statt. Die Niederländer wählten 25 der 434 Mitglieder des Europaparlaments.
Stärkste Partei wurden die sozialdemokratische PvdA mit leichten Stimmgewinnen, während die christdemokratische CDA leichte Verluste hinnehmen musste. Neben der liberalen VVD konnten erstmals auch grüne sowie christlich-fundamentalistische Politiker ins Europaparlament einziehen. Dies wurde durch gemeinsame Listen jeweils mehrerer Parteien erreicht. Die Groen Progressief Akkoord wurde dabei später zur Partei GroenLinks.

## Ergebnis
| Listen            | Listen                                        | Stimmen    | %    | Mandate | +/- |
| ----------------- | --------------------------------------------- | ---------- | ---- | ------- | --- |
|                   | Partij van de Arbeid (PvdA)                   | 1.785.165  | 33,7 | 9       | –   |
|                   | Christen-Democratisch Appèl (CDA)             | 1.590.218  | 30,0 | 8       | –2  |
|                   | Volkspartij voor Vrijheid en Democratie (VVD) | 1.002.685  | 18,9 | 5       | +1  |
|                   | Groen Progressief Akkoord (CPN – PPR – PSP)   | 296.488    | 5,6  | 2       | +2  |
|                   | SGP – GPV – RPF                               | 275.786    | 5,2  | 1       | +1  |
|                   | Centrum Democraten                            | 134.877    | 2,5  | –       | Neu |
|                   | Democraten 66 (D66)                           | 120.826    | 2,3  | –       | –2  |
|                   | Europese Groenen (EG)                         | 67.413     | 1,3  | –       | Neu |
|                   | God Met Ons                                   | 23.291     | 0,4  | –       | Neu |
| Gesamt            | Gesamt                                        | 5.296.749  | 100  | 25      | –   |
|                   |                                               |            |      |         |     |
| Ungültige Stimmen | Ungültige Stimmen                             | 37.833     | 0,7  |         |     |
| Wähler            | Wähler                                        | 5.334.582  | 50,9 |         |     |
| Wahlberechtigte   | Wahlberechtigte                               | 10.485.014 |      |         |     |
|                   |                                               |            |      |         |     |
| Quelle: Kiesraad  |                                               |            |      |         |     |

PvdA und GPA bildeten eine Listenvereinigung.

## Fraktionen im Europäischen Parlament
| Liste/Partei                   | Liste/Partei                            | Liste/Partei                            | Liste/Partei                            | Mandate | Fraktion |
| ------------------------------ | --------------------------------------- | --------------------------------------- | --------------------------------------- | ------- | -------- |
|                                | Partij van de Arbeid                    | Partij van de Arbeid                    | Partij van de Arbeid                    | 9 / 25  | SOZ      |
|                                | Christen-Democratisch Appèl             | Christen-Democratisch Appèl             | Christen-Democratisch Appèl             | 8 / 25  | EVP      |
|                                | Volkspartij voor Vrijheid en Democratie | Volkspartij voor Vrijheid en Democratie | Volkspartij voor Vrijheid en Democratie | 5 / 25  | LD       |
|                                | Groen Progressief Akkoord               |                                         | Politieke Partij Radikalen              | 1 / 25  | ARC      |
|                                | Groen Progressief Akkoord               | Pacifistisch Socialistische Partij      | 1 / 25                                  | ARC     |          |
|                                | SGP – GPV – RPF                         |                                         | Staatkundig Gereformeerde Partij        | 1 / 25  | NI       |
|                                |                                         |                                         |                                         |         |          |
| Quelle: Europäisches Parlament |                                         |                                         |                                         |         |          |